# Canon EOS R6 Mark II
Canon EOS R6 Mark II — полнокадровая цифровая беззеркальная камера со сменными объективами, выпущенная 2 ноября 2022 года. Является преемником модели Canon EOS R6.

## Характеристики
- 24,2-мегапиксельный полнокадровый CMOS-сенсор[2]
- Запись видео в формате 6K со скоростью до 60 кадров в секунду, с поддержкой формата ProRes RAW с внешним устройством записи[3]
- Запись 10-битного видео в формате 4K со скоростью до 60 кадров в секунду
- Запись видео с разрешением 1080p со скоростью до 180 кадров в секунду
- 100% покрытие автофокусом
- 1053 точки автофокусировки
- Диапазон ISO от 100 до 102 400; с возможностью расширения до 204 800
- Высокоскоростная непрерывная съемка со скоростью до 12 кадров в секунду с механическим затвором и электронной 1-й шторкой и до 20 кадров в секунду с электронным затвором
- 5-осевая внутрикамерная стабилизация изображения, обеспечивающая до 8 стопов коррекции дрожания
- Два слота для карт памяти SD UHS-II
- Электронный видоискатель OLED с диагональю 0,5 дюйма и разрешением 3,69 миллиона точек с частотой обновления 120 кадров в секунду и сенсорный ЖК-дисплей
- Dual Pixel CMOS AF II
- Встроенный Wi-Fi и подключение по Bluetooth
- Процессор DIGIC X

## Отличия от Canon EOS R6
- Разрешение сенсора увеличено с 20,1 до 24,2 млн пикселей
- До 6 часов непрерывной съемки видео
- Запись видео с разрешением 1080p со скоростью до 180 кадров в секунду
- Поддержка фокус-стекинга
- Поддержка WiFi сетей с частотой 5 Ггц

## Галерея

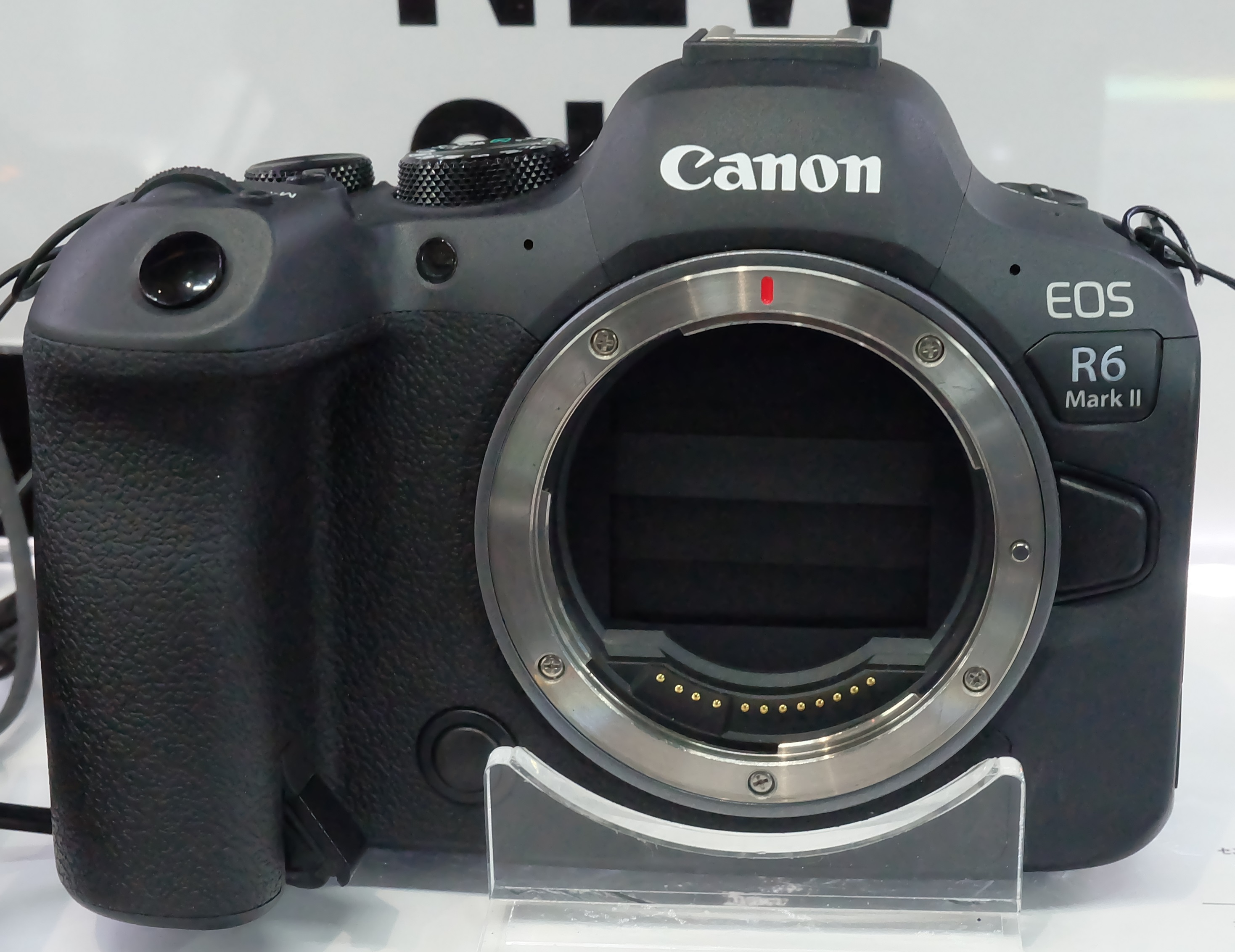
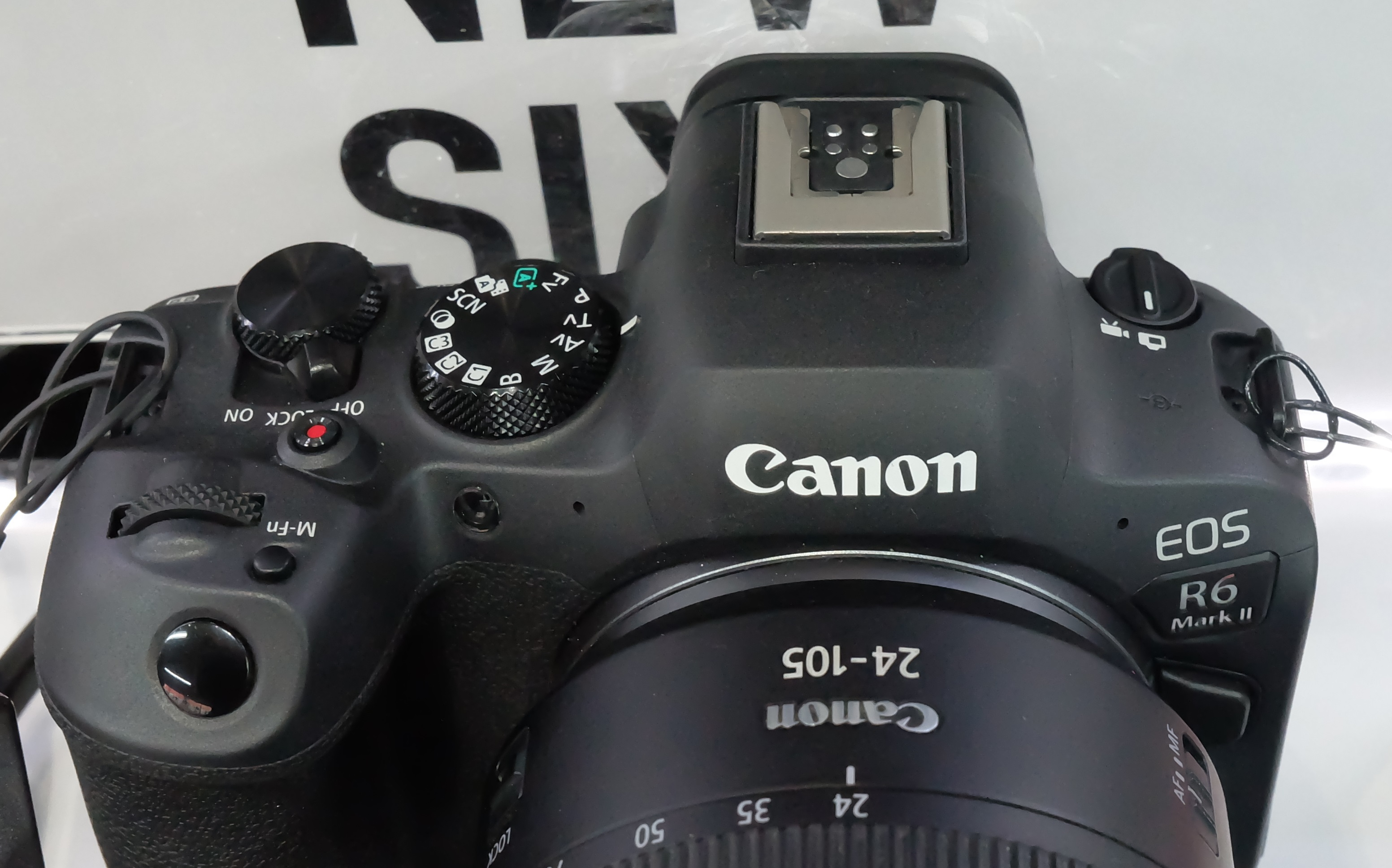
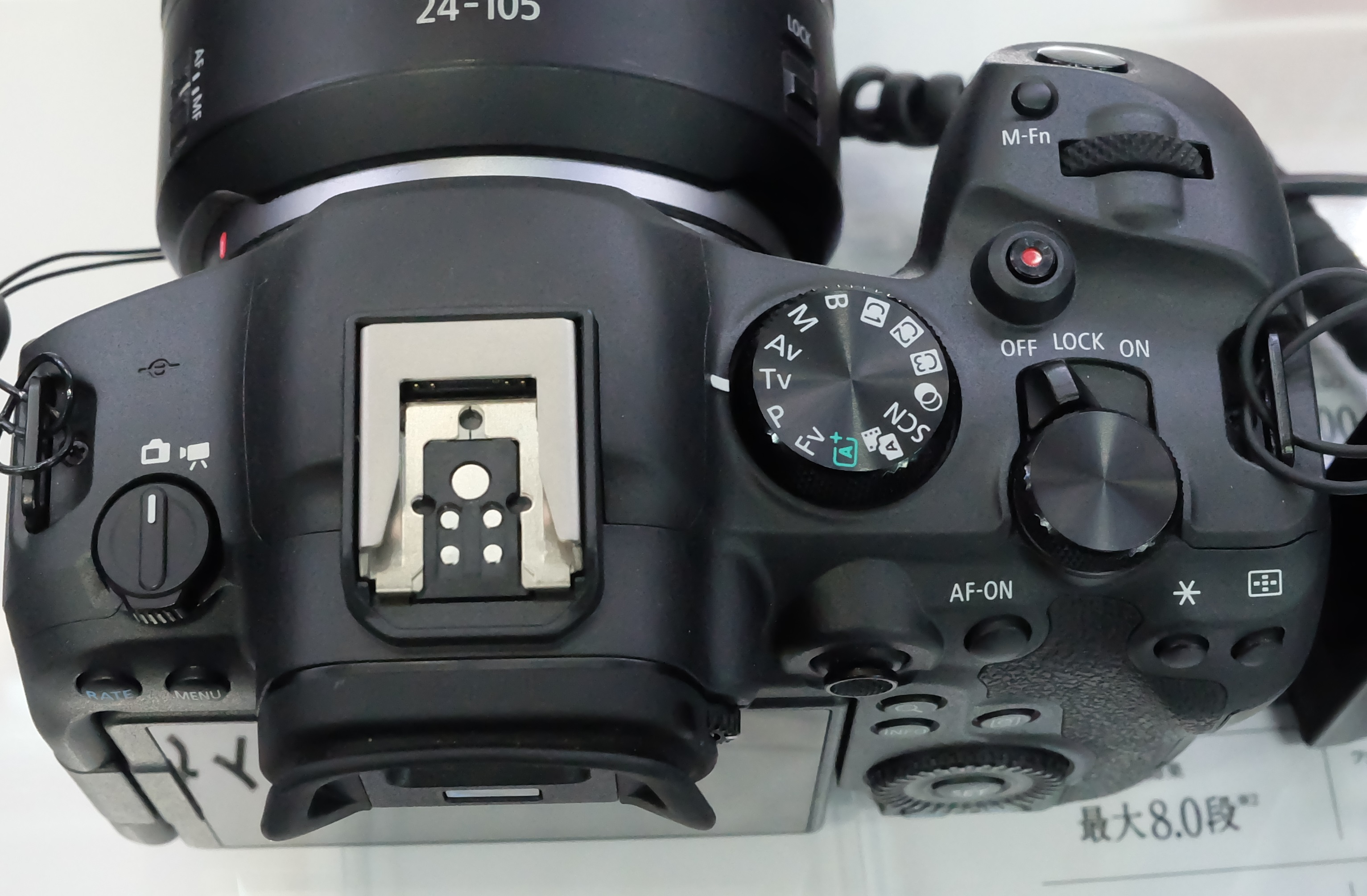
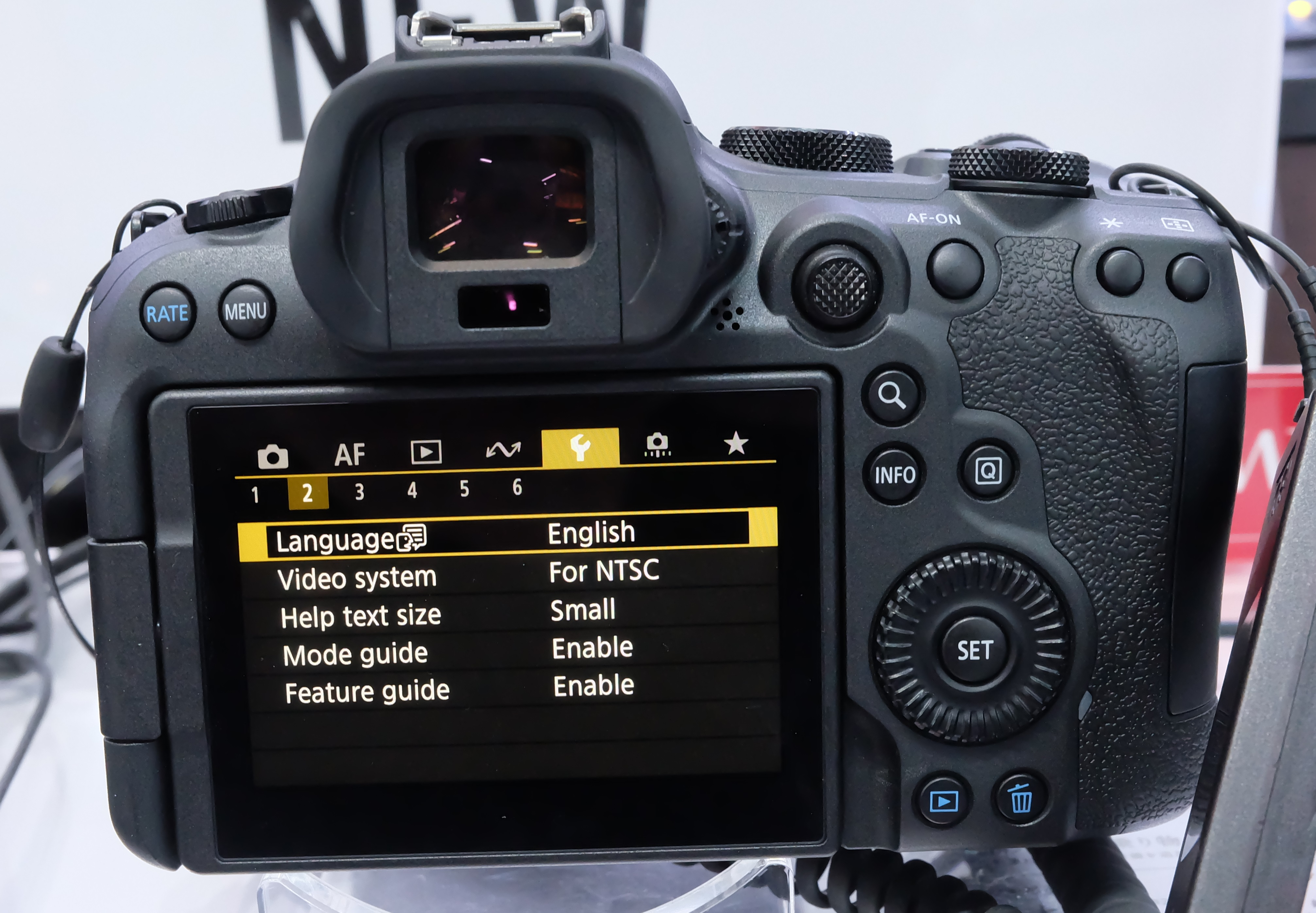
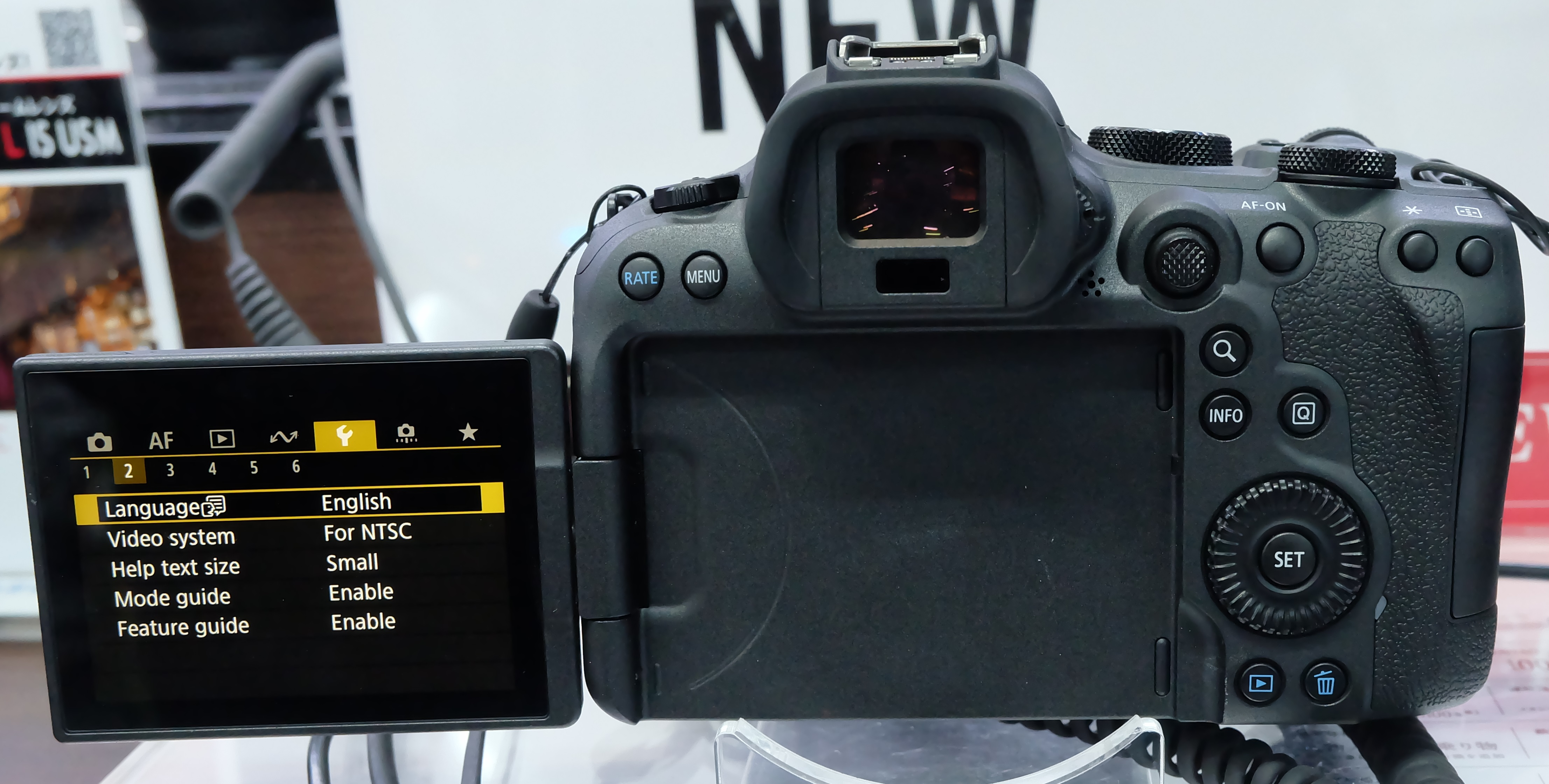